# Playa del Peñón Blanco
La playa del Peñón Blanco está situada en el municipio de Níjar (provincia de Almería, Andalucía, España).
Está catalogada como Zona B4 en el PORN de 2008.

## Véase también

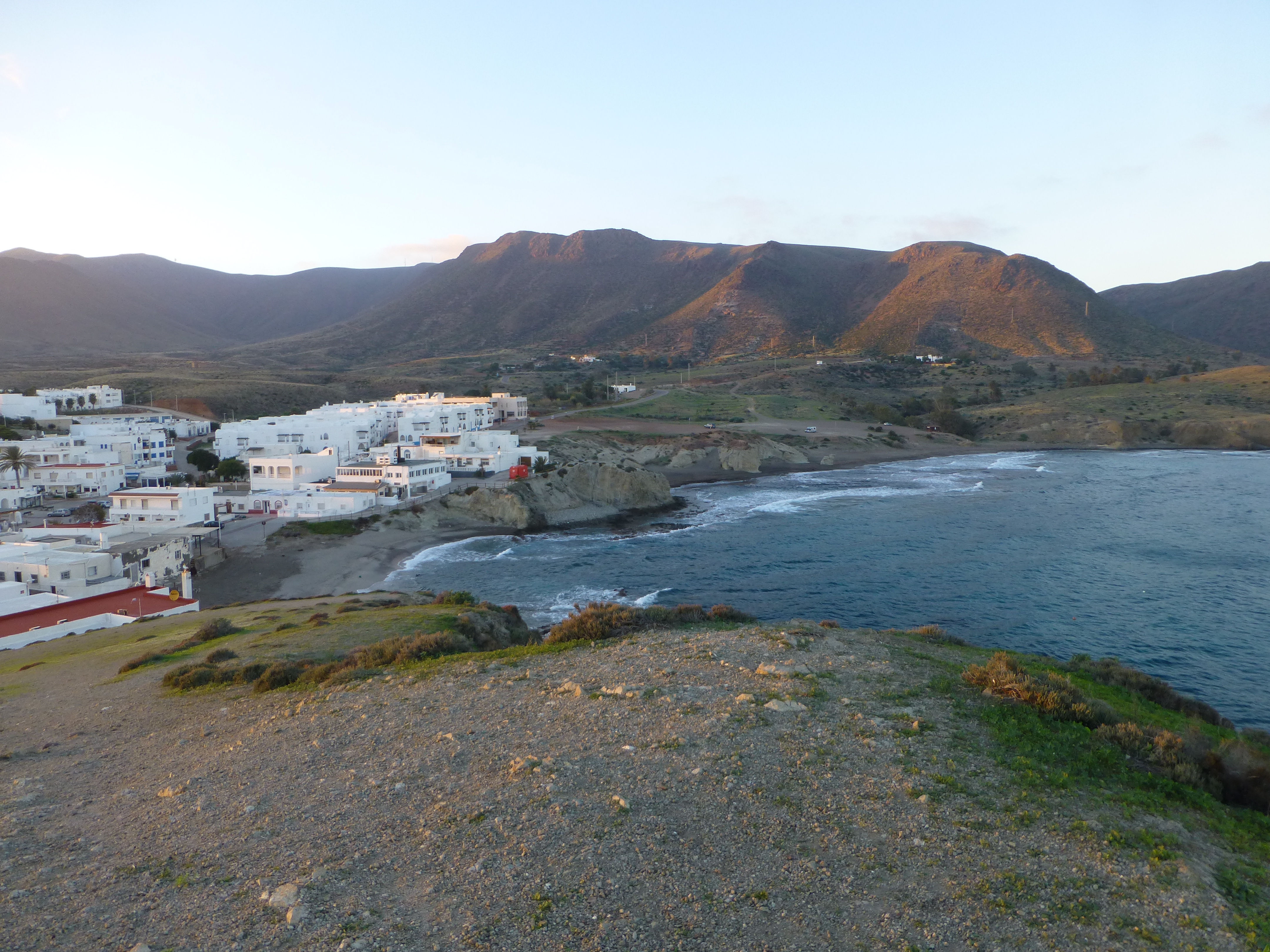
La playa del Peñón Blanco vista desde La Isleta del Moro.